# Сан-Серни-де-Нагол
Сан-Серни-де-Нагол — небольшая церковь в Наголе в Княжестве Андорра. Она расположена примерно в двух километрах к западу от Ллуменереса на полпути к Сан-Джулия-де-Лория на холме на дороге CS-120. Отсюда открывается особый вид на долину Сан-Джулия-де-Лория.
Церковь была построена в соответствии с типичной архитектурной схемой всех андоррских церквей в XI веке. Прямоугольный неф с полукруглой апсидой имеет деревянную крышу со сланцевым покрытием и имеет колокольню с двойным колоколом. Вероятно, пристройка была добавлена в новое время. Часть романского украшения XV века сохранилась. Алтарь в романском стиле посвящен святому покровителю церкви, первому епископу Тулузы Сатурнину. Церковь объявлена памятником культурного наследия Испании.